# Arcade (magazine)
Pour les articles homonymes, voir Arcade.
Arcade: The Comics Revue est un magazine de bandes dessinées créé et édité par les auteurs de bandes dessinées Art Spiegelman et Bill Griffith et dont le contenu faisait la part belle aux comics underground. Trimestriel publié par Print Mint, il compte sept numéros de 1975 à 1976. Publié à la fin de la période des comics underground,  Arcade était conçu comme un magazine de « bandes dessinées pour adultes » présentant « le meilleur des comics d'antan et les meilleurs d'aujourd'hui ». Cette revue est vue par beaucoup comme un des prédécesseurs conduisant au magazine Raw, un des éléments majeurs du mouvement des comics alternatifs.
De nombreux auteurs connus participèrent à ce magazine comme Robert Crumb, Kim Deitch, Jay Kinney, Aline Kominsky, Jay Lynch, Spain Rodriguez, Gilbert Shelton et S. Clay Wilson.

## Présentation
Au milieu des années 1970, les comics underground s'essoufflent et Spiegelman et Griffith imaginent une revue qui montrerait comment la bande dessinée peut être reliée à la culture artistique et littéraire. Arcade présente aussi des textes littéraires d'auteurs contemporains comme William S. Burroughs et Charles Bukowski, et des récits illustrés par des écrivains comme Paul Krassner et J. Hoberman.

## Historique de publication
Spiegelman et Griffith vivent tous deux dans la zone de la baie de San Francisco — l'épicentre du mouvement underground. Ils imaginent en 1971 un magazine de bandes dessinées pour adultes intitulé Banana Oil. L'éditeur Company & Sons avec qui ils se proposent de travailler est cependant incapable de transformer le rêve en réalité.
Quelques années plus tard, en 1975, avec l'aide de Print Mint, Spiegelman et Griffith peuvent lancer le magazine qui se nomme alors Arcade. Peu après, cependant Spiegelman retourne vivre à New York et Griffith et son épouse Diane Noomin, autrice de bande dessinée, se retrouvent à s'occuper quasiment seul du projet. Ceci, auquel s'ajoute des problèmes de distribution, l'indifférence des vendeurs et des difficultés à rencontrer un lectorat fidèle amène la fin du magazine en 1976.

## Contributeurs
Les contributeurs réguliers de la revue sont Spiegelman, Griffith, Robert Armstrong, Robert Crumb, Justin Green, Aline Kominsky, Michael McMillan, Diane Noomin et Spain Rodriguez.  Crumb dessine cin des sept couvertures. Chaque numéro contient une réédition d'une œuvre datant de l'âge d'or des comics dont H. M. Bateman, Harrison Cady, Billy DeBeck, Milt Gross et George McManus.

## Numéros
| # | Date           | Couverture   | 4e de couverture | Contributeurs | Notes                                                                  |
| - | -------------- | ------------ | ---------------- | --- | ---------------------------------------------------------------------- |
| 1 | printems 1975  | Robert Crumb | Victor Moscoso   | Aldo Bobbo (Robert Armstrong), Robert Crumb, Kim Deitch, Will Fowler, Justin Green, Bill Griffith, Jay Kinney, Aline Kominsky, Paul Krassner, George Kuchar, Jay Lynch, Curt McDowell, Michael McMillan, Willy Murphy, Diane Noomin, James Osborne, Spain Rodriguez, Gilbert Shelton, Art Spiegelman, et S. Clay Wilson; plus une réédition d'Harrison Cady |                                                                        |
| 2 | Été 1975       | Robert Crumb | Art Spiegelman   | Armstrong, David Cohen, Crumb, Deitch, Green, Griffith, Rory Hayes, Kinney, Kominsky, Krassner, Kuchar, Lynch, McMillan, Murphy, Noon, Osborne, Shelton, Spain, and Spiegelman; plus une réédition de W. E. Hill |                                                                        |
| 3 | Automne 1975   | Robert Crumb | Gilbert Shelton  | Armstrong, Charles Bukowski/Crumb, Sally Cruikshank, Green, Griffith, Hayes, Denis Kitchen, Kominsky, Kuchar, Jane Lynch, McMillan, Murphy, Noomin, Jim Osborne, Joe Schenkman, Shelton, Spain, Spiegelman, Wilson; plus une réédition de Milt Gross |                                                                        |
| 4 | Hiver 1975     | Robert Crumb | Justin Green     | Armstrong, William S. Burroughs, Crumb, Deitch, Green, Griffith, Hayes, J. Hoberman, Kominsky, Bill Lynch, Curt McDowell, McMillan, Murphy, Noomin, Michael Reynolds, Schenkman, Shelton, Spain, Spiegelman, Robert Williams, Wilson; plus une réédition de George McManus                                                                                  |                                                                        |
| 5 | Printemps 1976 | Jay Lynch    | Robert Williams  | Armstrong, Michele Brand, M. K. Brown, Dirk Burhans, Crumb, Deitch, George DiCaprio, Green, Griffith, Hayes, Hoberman, Kominsky, McDowell, McMillan, Murphy, Noomin, Spain, Spiegelman, Wilson, Williams; plus une réédition de Billy DeBeck |                                                                        |
| 6 | Été 1976       | Robert Crumb | Michael McMillan | Armstrong, Mark Beyer, Brown, Crumb, Deitch, Green, Griffith, Geoffrey Hayes, Hayes, Hoberman, Gerald Jablonski, Kominsky, McMillan, Murphy, Noomin, Larry Rippee, Spain, Spiegelman, Wilson; plus une réédition de H. M. Bateman | Comprend un hommage à Willy Murphy, décédé récemment, par Ted Richards |
| 7 | Automne 1976   | M. K. Brown  | B. Kliban        | Armstrong, Beyer, Brand, Oliver Christianson (aka Revilo), Crumb, Deitch, Green, Griffith, Rory Hayes, Hoberman, B. Kliban, Kominsky, McMillan, Noomin, Spain, Lulu Stanley, Williams; plus Sex Comics of the Thirties, une sélection de bibles de Tijuana                                                                                                  |                                                                        |